# Michael Mmoh
Michael Mmoh, né le 10 janvier 1998 à Riyad, est un joueur de tennis américain, professionnel depuis 2016.

## Biographie
Son père Tony Mmoh est un ancien joueur de tennis professionnel ayant représenté le Nigéria aux Jeux olympiques de Séoul. Sa mère, Geraldine O'Reilly, de nationalité irlandaise et australienne, a travaillé comme infirmière en Arabie saoudite dans les années 1990. C'est là qu'elle a rencontré son père, devenu entraîneur de l'équipe saoudienne de la Coupe Davis. Michael a grandi à Riyad avant de s'installer à Bradenton en Floride où il intègre l'IMG Academy. Il joue au St. Augustine's College (devenue St. Augustine's University) et devient également citoyen américain. Il possède également la citoyenneté australienne.

## Carrière
Sur le circuit junior, Michael Mmoh se distingue en remportant quelques tournois de premier plan tels que l'Osaka Mayor's Cup en 2013, la Coupe Davis junior, les championnats panaméricains et l'Abierto Juvenil Mexicano en 2014 et le tournoi de Roehampton en 2015. Il atteint au mois d'août la 2e place mondiale.
Il fait alors partie d'une vague de jeunes juniors américains prometteurs classés dans le top 200 à moins de 20 ans, dont Taylor Fritz, Reilly Opelka, Jared Donaldson et Frances Tiafoe. Il fait ses débuts sur le circuit ATP à Memphis en 2016, puis participe au Masters de Miami où il est battu par Alexander Zverev au terme d'un match accroché (7-63, 7-64). En tant que champion des États-Unis des moins de 18 ans, il dispute son premier tournoi du Grand Chelem à l'US Open. Sa victoire au tournoi de Knoxville en fin d'année lui permet finir en tête du classement de l'USTA Pro Circuit Australian Open Wild Card Challenge et ainsi de recevoir une invitation pour disputer l'Open d'Australie 2017. Il s'incline au premier tour contre Gilles Simon.
Il remporte ses premiers matchs sur le circuit ATP à Brisbane en 2018 contre Federico Delbonis et Mischa Zverev mais il s'incline en quart de finale contre Alex De Minaur. En mars, il atteint le 3e tour du Masters de Miami en écartant le n°15 mondial Roberto Bautista-Agut (7-64, 2-6, 6-4). En juillet, il est quart de finaliste à Cabo San Lucas. Il intègre le top 100 en fin de saison après deux titres consécutifs sur le circuit Challenger.
Début 2019, il manque quatre mois de compétition en raison d'une blessure à l'épaule. Retombé au 294e rang, il se rattrape en fin de saison en s'imposant pour la seconde fois à Knoxville. Il remporte en 2020 ses premiers matchs en Grand Chelem à l'Open d'Australie contre Pablo Andújar et à l'US Open face à João Sousa. En 2021, il se qualifie pour l'Open d'Australie où il atteint le second tour après avoir renversé Viktor Troicki qui menait 4-0 dans l'ultime manche (7-63, 63-7, 3-6, 7-63, 7-5). Il est éliminé au tour suivant par Rafael Nadal (6-1, 6-4, 6-2).

## Palmarès
Il a remporté cinq tournois Challenger : Knoxville en 2016, Lexington en 2017, Columbus, Tiburon en 2018 et Knoxville en 2019.

## Parcours dans les tournois duGrand Chelem

### En simple
| Année | Open d'Australie | Open d'Australie      | Internationaux de France | Internationaux de France | Wimbledon       | Wimbledon           | US Open         | US Open            |
| ----- | ---------------- | --------------------- | ------------------------ | ------------------------ | --------------- | ------------------- | --------------- | ------------------ |
| 2016  | —                | —                     | —                        | —                        | —               | —                   | 1er tour (1/64) | Jérémy Chardy      |
| 2017  | 1er tour (1/64)  | Gilles Simon          | Q1                       | Marc Polmans             | Q1              | Tennys Sandgren     | Q3              | Evan King          |
| 2018  | Q1               | Andrew Whittington    | —                        | —                        | 1er tour (1/64) | Gilles Müller       | 1er tour (1/64) | Fabio Fognini      |
| 2019  | 1er tour (1/64)  | Radu Albot            | Q1                       | Corentin Denolly         | Q1              | Noah Rubin          | Q1              | Zdeněk Kolář       |
| 2020  | 2e tour (1/32)   | R. Bautista-Agut      | 1er tour (1/64)          | P.-H. Herbert            | Annulé          | Annulé              | 2e tour (1/32)  | Jan-Lennard Struff |
| 2021  | 2e tour (1/32)   | Rafael Nadal          | Q1                       | R. Ramanathan            | —               | —                   | Q1              | Ben Shelton        |
| 2022  | Q1               | Jiří Lehečka          | 1er tour (1/64)          | B. Zapata Miralles       | Q2              | Radu Albot          | Q1              | Gilles Simon       |
| 2023  | 3e tour (1/16)   | Jeffrey John Wolf     | 1er tour (1/64)          | Taylor Fritz             | 2e tour (1/32)  | Maximilian Marterer | 3e tour (1/16)  | Jack Draper        |
| 2024  | Q1               | Felipe Meligeni Alves | —                        | —                        | —               | —                   | —               | —                  |

N.B. : à droite du résultat se trouve le nom de l'ultime adversaire.

### En double messieurs
| Année | Open d'Australie | Open d'Australie | Internationaux de France | Internationaux de France | Wimbledon | Wimbledon | US Open                          | US Open                     |
| ----- | ---------------- | ---------------- | ------------------------ | ------------------------ | --------- | --------- | -------------------------------- | --------------------------- |
| 2014  | —                | —                | —                        | —                        | —         | —         | 2e tour (1/16) Frances Tiafoe    | Scott Lipsky Rajeev Ram     |
|       |                  |                  |                          |                          |           |           |                                  |                             |
| 2021  | —                | —                | —                        | —                        | —         | —         | 1er tour (1/32) Mitchell Krueger | Raven Klaasen Ben McLachlan |

N.B. : le nom du partenaire se trouve sous le résultat ; le nom des ultimes adversaires se trouve à droite.

## Parcours dans lesMasters 1000
| Année | Indian Wells | Miami               | Monte-Carlo | Rome | Madrid | Canada | Cincinnati        | Shanghai | Paris |
| ----- | ------------ | ------------------- | ----------- | ---- | ------ | ------ | ----------------- | -------- | ----- |
| 2016  | —            | 1er tour A. Zverev  | —           | —    | —      | —      | —                 | —        | —     |
| 2017  | —            | 1er tour N. Mahut   | —           | —    | —      | —      | —                 | —        | —     |
| 2018  | —            | 3e tour Chung H.    | —           | —    | —      | —      | 1er tour L. Mayer | —        | —     |
|       |              |                     |             |      |        |        |                   |          |       |
| 2021  | —            | 1er tour L. Musetti | —           | —    | —      | —      | —                 | n.o.     | —     |

N.B. : sous le résultat se trouve le nom de l’ultime adversaire.

## Classements ATP en fin de saison
| Année          | 2014 | 2015 | 2016 | 2017 | 2018 | 2019 | 2020 | 2021 | 2022 | 2023 | 2024 |
| Rang en simple | 646  | 456  | 198  | 175  | 103  | 219  | 174  | 249  | 115  | 105  | 322  |
| Rang en double | 569  | –    | –    | 1167 | 833  | 427  | 475  | 326  | –    | –    | –    |

Source : (en) Classements de Michael Mmoh sur le site officiel de la Fédération internationale de tennis